# Szentbalázs
Szentbalázs là một thị trấn thuộc hạt Somogy, Hungary. Thị trấn này có diện tích 12,14 km², dân số năm 2010 là 316 người, mật độ 26 người/km².